# Mikroregiony v Jihomoravském kraji
V tomto článku je přehled všech mikroregionů v Jihomoravském kraji.
| Název                                                                       | Sdružené obce |
| --------------------------------------------------------------------------- | --- |
| Černohorsko                                                                 | Bořitov, Černá Hora, Malá Lhota, Žernovník |
| "DOBRÁ VODA"                                                                | Němčičky, Horní Bojanovice, Boleradice |
| Dobrovolný svazek obcí Deblín                                               | Březina, Deblín, Heroltice, Nelepeč-Žernůvka, Vohančice, Úsuší |
| Dobrovolný svazek obcí Jevišovicka                                          | Boskovštejn, Černín, Jevišovice, Rozkoš, Střelice, Jiřice u Moravských Budějovic, Hluboké Mašůvky, Vevčice |
| Dobrovolný svazek obcí NIVA                                                 | Borotice, Božice, Břežany, Čejkovice, Mackovice, Pravice, Velký Karlov |
| Dobrovolný svazek obcí Ždánický les a Politaví                              | Bošovice, Bučovice, Dambořice, Heršpice, Hodějice, Holubice, Hostěrádky-Rešov, Hrušky, Kobeřice u Brna, Křenovice, Křižanovice, Letonice, Lovčičky, Milešovice, Němčany, Nížkovice, Otnice, Rašovice, Slavkov u Brna, Šaratice, Uhřice, Vážany nad Litavou, Zbýšov, Velešovice, Ždánice |
| Ivanovická brána                                                            | Dětkovice, Hoštice-Heroltice, Ivanovice na Hané, Křižanovice u Vyškova, Medlovice, Moravské Málkovice, Orlovice, Prusy-Boškůvky, Rybníček, Švábenice, Topolany, Vážany u Vyškova |
| Jemnický mikroregion                                                        | Bačkovice, Budkov, Budíškovice, Báňovice, Chotěbudice, Dešná, Jemnice, Jiratice, Kdousov, Korolupy, Kostníky, Lhotice, Lomy, Lovčovice, Lubnice, Menhartice, Mladoňovice, Oponešice, Oslnovice, Police, Pálovice, Radotice, Rácovice, Slavíkovice, Štěpkov, Třebelovice, Třebětice, Uherčice, Vratěnín, Vysočany |
| Letovicko                                                                   | Deštná, Horní Poříčí, Horní Smržov, Chrudichromy, Křetín, Lazinov, Letovice, Míchov, Pamětice, Petrov, Prostřední Poříčí, Roubanina, Skrchov, Stvolová, Vísky, Vranová |
| Lomnicko                                                                    | Běleč, Brumov, Lomnice, Ochoz u Tišnova, Osiky, Rašov, Strhaře, Synalov, Zhoř |
| Mikroregion Babí lom                                                        | Bukovany, Kyjov, Nechvalín, Nenkovice, Ostrovánky, Sobůlky, Stavěšice, Strážovice, Věteřov, Želetice, Dražůvky |
| Mikroregion Bílý potok - svazek obcí Lažánky, Maršov, Braníškov a Svatoslav | Lažánky, Maršov, Braníškov, Svatoslav |
| Mikroregion Bzenecko                                                        | Bzenec, Domanín, Moravský Písek, Syrovín, Těmice, Vracov, Žeravice |
| Mikroregion Časnýř                                                          | Babice nad Svitavou, Bílovice nad Svitavou, Kanice, Ochoz u Brna, Řícmanice |
| Mikroregion Čebínka                                                         | Čebín, Drásov, Hradčany, Malhostovice, Sentice, Skalička, Všechovice |
| Mikroregion Domašovsko                                                      | Domašov, Javůrek, Litostrov, Rudka, Říčky |
| Mikroregion Drahanská vrchovina                                             | Drnovice, Habrovany, Ježkovice, Krásensko, Luleč, Nemojany, Olšany, Podomí, Račice-Pístovice, Ruprechtov, Studnice, Nové Sady |
| Mikroregion Hatě                                                            | Dyjákovičky, Chvalovice, Vrbovec |
| Mikroregion Hodonínsko                                                      | Hodonín, Dubňany, Prušánky, Rohatec, Starý Poddvorov, Nový Poddvorov, Josefov |
| Mikroregion Hovoransko                                                      | Čejč, Hovorany, Karlín, Šardice, Terezín |
| Mikroregion Hustopečsko                                                     | Boleradice, Borkovany, Bořetice, Brumovice, Diváky, Horní Bojanovice, Hustopeče, Kašnice, Klobouky u Brna, Kobylí, Krumvíř, Křepice, Kurdějov, Morkůvky, Němčičky, Nikolčice, Popice, Pouzdřany, Starovice, Starovičky, Strachotín, Šakvice, Šitbořice, Uherčice, Velké Hostěrádky, Velké Němčice, Velké Pavlovice, Vrbice, Zaječí, |
| Mikroregion Ivančicko                                                       | Ivančice, Oslavany, Dolní Kounice, Čučice, Hlína, Ketkovice, Mělčany, Moravské Bránice, Neslovice, Nová Ves, Nové Bránice |
| Mikroregion Kahan                                                           | Babice u Rosic, Lukovany, Příbram, Vysoké Popovice, Zakřany, Zastávka, Zbýšov |
| Mikroregion Kuřimka                                                         | Chudčice, Veverská Bítýška, Moravské Knínice, Kuřim |
| Mikroregion Malá Haná                                                       | Borotín, Cetkovice, Malá Roudka, Světlá, Šebetov, Vanovice, Velké Opatovice, Uhřice, Úsobrno |
| Mikroregion Melicko                                                         | Drysice, Podivice, Pustiměř, Radslavice, Zelená Hora |
| Mikroregion Miroslavsko                                                     | Damnice, Dolenice, Hostěradice, Jiřice u Miroslavi, Miroslav, Miroslavské Knínice, Skalice, Suchohrdly u Miroslavi |
| Mikroregion Moravia                                                         | Džbánice, Horní Dunajovice, Trstěnice, Tvořihráz, Višňové, Výrovice, Žerotice |
| Mikroregion Moravskokrumlovsko                                              | Bohutice, Čermákovice, Dobelice, Dobřínsko, Dolní Dubňany, Džbánice, Horní Dubňany, Jamolice, Jezeřany-Maršovice, Kadov, Kubšice, Moravský Krumlov, Olbramovice, Petrovice, Rešice, Rybníky, Trstěnice, Tulešice, Vedrovice, Vémyslice |
| Mikroregion Moštěnka                                                        | Hýsly, Čeložnice, Moravany, Kostelec |
| Mikroregion Nový Dvůr                                                       | Milotice, Ratíškovice, Skoronice, Svatbořice-Mistřín, Vacenovice, Vlkoš |
| Mikroregion Pernštejn                                                       | Černvír, Doubravník, Drahonín, Nedvědice, Olší, Sejřek, Skorotice, Ujčov |
| Mikroregion Podchřibí                                                       | Ježov, Kelčany, Labuty, Skalka, Vřesovice, Žádovice |
| Mikroregion Porta                                                           | Borač, Dolní Loučky, Kaly, Lomnička, Předklášteří, Šerkovice, Štěpánovice, Železné |
| Mikroregion Rajhradsko                                                      | Rajhrad, Opatovice, Popovice |
| Mikroregion Rakovec                                                         | Habrovany, Komořany, Olšany, Podbřežice, Rousínov, Tučapy |
| Mikroregion Strážnicko                                                      | Kněždub, Petrov, Radějov, Strážnice, Sudoměřice, Tvarožná Lhota, Hroznová Lhota, Žeraviny, Kozojídky, Tasov |
| Mikroregion Ždánicko                                                        | Archlebov, Dambořice, Dražůvky, Lovčice, Násedlovice, Uhřice, Žarošice, Ždánice |
| Mikulovsko                                                                  | Bavory, Brod nad Dyjí, Březí, Dobré Pole, Dolní Dunajovice, Dolní Věstonice, Drnholec, Horní Věstonice, Jevišovka, Klentnice, Mikulov, Milovice, Novosedly, Nový Přerov, Pavlov, Perná, Sedlec |
| Mohyla míru - Austerlitz                                                    | Blažovice, Jiříkovice, Podolí, Ponětovice, Pozořice, Prace, Slavkov u Brna, Sokolnice, Šlapanice, Telnice, Tvarožná, Újezd u Brna, Žatčany |
| Obce pro Baťův kanál                                                        | Hodonín, Petrov, Rohatec, Strážnice, Sudoměřice, Veselí nad Moravou |
| Ponávka - svazek obcí Česká, Lelekovice, Vranov                             | Česká, Lelekovice, Vranov |
| Region Cezava                                                               | Blučina, Kobylnice, Měnín, Moutnice, Nesvačilka, Nikolčice/BV, Otmarov, Otnice/VY, Rajhradice, Sokolnice, Telnice, Těšany, Újezd u Brna, Žatčany, Židlochovice |
| Region Podluží                                                              | Dolní Bojanovice, Hrušky, Josefov, Kostice, Ladná, Lanžhot, Lužice, Mikulčice, Moravský Žižkov, Nový Poddvorov, Prušánky, Starý Poddvorov, Tvrdonice, Týnec |
| Region Židlochovicko                                                        | Blučina, Bratčice, Holasice, Hrušovany, Ledce, Medlov, Měnín, Moutnice, Nesvačilka, Nosislav, Opatovice, Otmarov, Přísnotice, Rajhradice, Sobotovice, Syrovice, Těšany, Unkovice, Vojkovice, Žatčany, Židlochovice |
| Cyklistická stezka Brno–Vídeň                                               | Blučina, Brod nad Dyjí, Hevlín, Hrabětice, Ivaň, Jevišovka, Brno, Modřice, Nosislav, Novosedly, Nový Přerov, Opatovice u Rajhradu, Pasohlávky, Přísnotice, Rajhradice, Vojkovice, Vranovice, Žabčice, Židlochovice |
| Sdružení obcí Čistá Jihlava                                                 | Cvrčovice, Ivaň, Pasohlávky, Pohořelice, Přibice, Šumice, Vlasatice, Vranovice, Loděnice, Malešovice, Odrovice |
| Svazek znojemských vinařských obcí Daníž                                    | Bohutice, Borotice, Božice, Branišovice, Břežany, Damnice, Dobšice, Dyjákovice, Dyjákovičky, Havraníky, Hnanice, Hodonice, Horní Dunajovice, Hostěradice, Hrádek, Chvalovice, Jaroslavice, Kuchařovice, Kyjovice, Mackovice, Mašovice, Nový Šaldorf-Sedlešovice, Olbramovice, Oleksovice, Prosiměřice, Rybníky, Slup, Strachotice, Šatov, Těšetice, Troskotovice, Trstěnice, Vedrovice, Višňové, Vrbovec, Znojmo-Derflice, Znojmo-Hradiště, Znojmo-Konice, Znojmo-Načeratice, Znojmo-Oblekovice, Znojmo-Popice, Želetice |
| Dobrovolný svazek obcí Mikroregion Horňácko                                 | Hrubá Vrbka, Javorník, Kuželov, Lipov, Louka, Malá Vrbka, Nová Lhota, Suchov, Tasov, Velká nad Veličkou |
| Sdružení obcí Jevišovka                                                     | Bantice, Kyjovice, Lechovice, Oleksovice, Práče, Prosiměřice, Stošíkovice na Louce, Těšetice, Vítonice |
| Sdružení obcí region LVA                                                    | Břeclav, Bulhary, Hlohovec, Lednice, Podivín, Přítluky, Rakvice, Valtice, Velké Bílovice |
| Sdružení obcí Roketnice                                                     | Hostěnice, Kovalovice, Mokrá-Horákov, Podolí, Sivice, Tvarožná, Velatice, Viničné Šumice |
| Sdružení obcí Severovýchod                                                  | Archlebov, Bukovany, Bzenec, Čejč, Čeložnice, Dambořice, Domanín, Dražůvky, Hovorany, Hýsly, Ježov, Karlín, Kelčany, Kostelec, Kyjov, Labuty, Lovačice, Moravany, Moravský Písek, Násedlovice, Nechvalín, Nenkovice, Ostrovánky, Skalka, Skoronice, Sobůlky, Stavěšice, Strážovice, Svatobořice-Mistřín, Syrovín, Šardice, Těmice, Uhřice, Věteřov, Vlkoš, Vracov, Vřesovice, Žádovice, Žarošice, Ždánice, Želetice, Žeravice                                                                                            |
| Sdružení obcí Zvelebení Moravského Krasu                                    | Petrovice, Žďár |
| Sdružení Olešnicko                                                          | Crhov, Kněževes, Křtěnov, Lhota u Olešnice, Louka, Olešnice, Rozsíčka, Sulíkov, Ústup |
| Sdružení pro rozvoj a obnovu obcí Vranovska                                 | Bítov, Chvalatice, Korolupy, Lančov, Lesná, Lubnice, Onšov, Oslnovice, Podhradí nad Dyjí, Podmyče, Stálky, Starý Petřín, Šafov, Štítary, Šumná, Uherčice, Vranov nad Dyjí, Vratěnín, Vysočany, Zálesí, Zblovice |
| Spolek pro rozvoj venkova Moravský kras                                     | Březina, Bukovina, Bukovinka, Habrůvka, Hostěnice/Bl, Jedovnice, Kotvrdovice, Krasová, Křtiny, Kulířov, Kuničky, Lipovec, Němčice, Ostrov u Macochy, Rájec - Jestřebí, Rudice, Senetářov, Sloup, Šošůvka, Vavřinec, Vilémovice, Vysočany, Žďár |
| Svazek obcí Boskovicko                                                      | Boskovice, Benešov, Chrudichromy, Knínice, Kořenec, Lhota Rapotina, Ludíkov, Okrouhlá, Sudice, Suchý, Újezd u Boskovic, Valchov, Velenov, Vážany, Žďárná |
| Svazek obcí Dyje                                                            | Hrádek, Dyjákovice, Jaroslavice, Slup, Strachotice, Křídlůvky, Valtrovice |
| Svazek obcí Kunštátsko-Lysicko                                              | Bedřichov, Býkovice, Černovice, Dlouhá Lhota, Drnovice, Hodonín, Kozárov, Krhov, Kunčina Ves, Kunštát, Lhota u Lysic, Lysice, Makov, Nýrov, Rozseč nad Kunštátem, Sebranice, Štěchov, Tasovice, Voděrady, Zbraslavec, Kunice |
| Svazek obcí Mezihoří                                                        | Brankovice, Bučovice, Dobročkovice, Hvězdlice, Chvalkovice, Kožušice, Malínky, Milonice, Nemochovice, Nemotice, Nesovice, Nevojice, Snovídky, Uhřice |
| Svazek obcí Mohyla míru                                                     | Blažovice, Jiříkovice, Prace, Ponětovice, Kobylnice |
| Svazek obcí panství hradu Veveří                                            | Hvozdec, Chudčice, Ostrovačice, Rozdrojovice, Veverské Knínice, Javůrek, Brno-Bystrc |
| Svazek obcí při formanské cestě                                             | Blanné, Blížkovice, Ctidružice, Grešlové Mýto, Hostim, Pavlice, Prokopov, Vranovská Ves |
| Svazek obcí Sever Znojemska                                                 | Běhařovice, Horní Kounice, Křepice, Medlice, Mikulovice,Němčičky, Přeskače, Rudlice, Slatina, Tavíkovice, Újezd |
| Svazek obcí Svitava                                                         | Doubravice nad Svitavou, Chrudichromy, Jabloňany, Kuničky, Lhota Rapotina, Obora, Skalice nad Svitavou, Újezd u Boskovic |
| Svazek obcí Větrník                                                         | Bohdalice-Pavlovice, Dražovice, Hlubočany |
| Svazek obcí Znojemsko                                                       | Suchohrdly, Dobšice, Dyje, Kuchařovice, Nový Šaldorf - Sedlešovice |
| Svratecko-křetínský trojúhelník                                             | Bystré, Dalečín, Hartmanice, Chlum-Korouhvice, Jedlová, Jimramov, Kněževes, Korouhev, Nedvězí, Nyklovice, Olešnice, Rohozná, Rovečné, Strachujov, Sulkovec, Svojanov, Trpín, Unčín, Velké Tresné, Vír |
| Tišnovsko                                                                   | Borač, Braníškov, Brumov, Březina, Bukovice, Černvír, Deblín, Dolní Loučky, Doubravník, Drahonín, Drásov, Hluboké Dvory, Horní Loučky, Hradčany, Kaly, Katov, Křižínkov, Kuřimská Nová Ves, Kuřimské Jestřabí, Lažánky, Lomnice, Lomnička, Lubné, Malhostovice, Nedvědice, Nelepeč-Žernůvka, Níhov, Olší, Pernštejnské Jestřabí, Předklášteří, Rojetín, Sentice, Skalička, Svatoslav, Synalov, Štěpánovice, Tišnov, Tišnovská Nová Ves, Újezd u Tišnova, Vohančice, Vratislávka, Žďárec, Železné                         |
| VITIS — Čejkovice, Mutěnice, Velké Bílovice                                 | Čejkovice, Mutěnice, Velké Bílovice |
| Zájmové sdružení obcí Hrušovanska                                           | Borotice, Božice, Břežany, Čejkovice, Dyjákovice, Hevlín, Hrabětice, Hrušovany nad Jevišovkou, Jevišovka, Litobratřice, Mackovice, Pravice, Šanov, Velký Karlov |